# Division 1 Féminine 2015/16

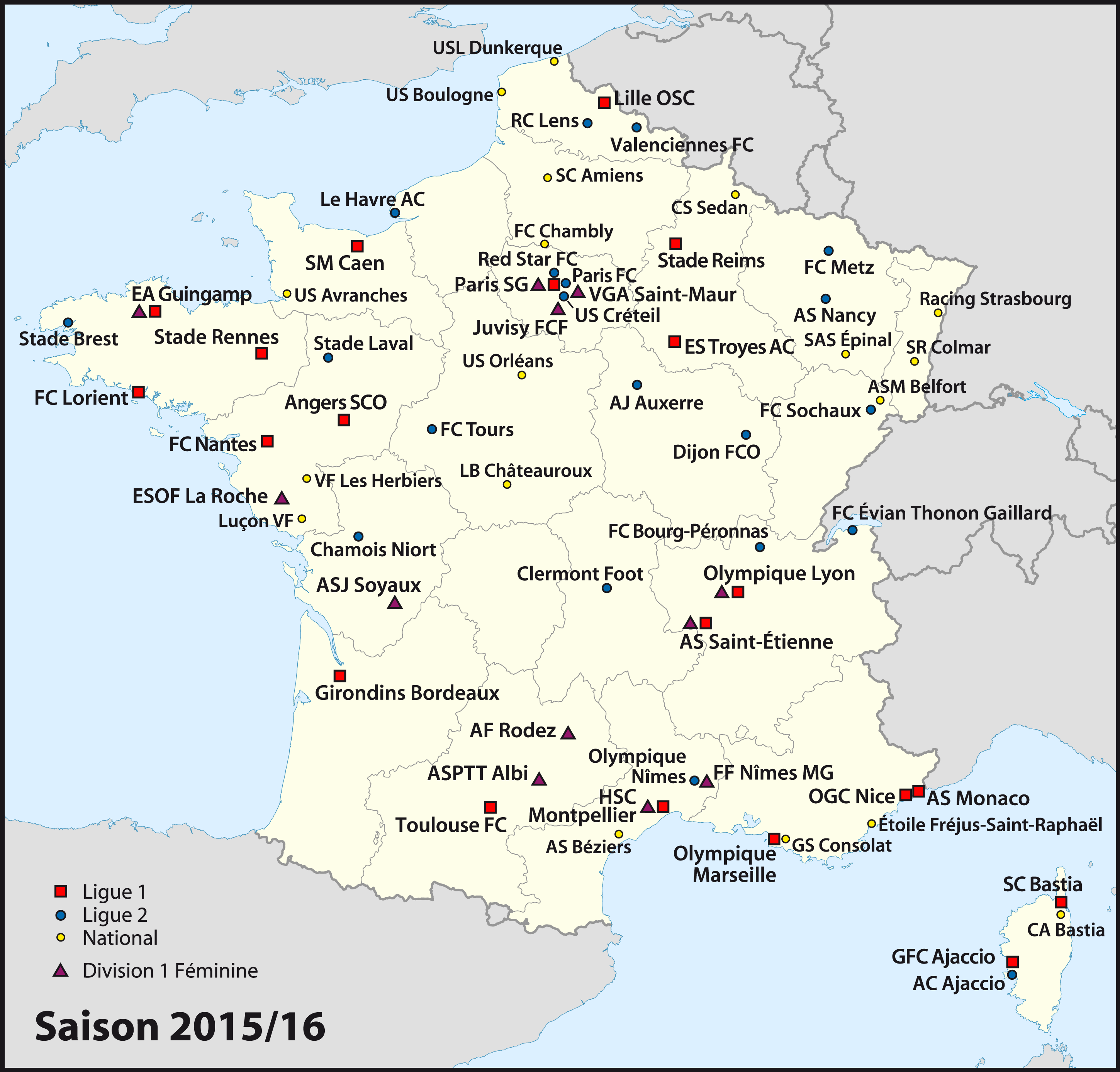

Die Saison 2015/16 der Division 1 Féminine war die 42. Ausspielung der französischen Frauenfußballmeisterschaft seit der offiziellen Anerkennung des Frauenfußballs durch die FFF, den Fußballverband Frankreichs, im Jahr 1970 und der ersten Austragung in der Saison 1974/75. Die Division 1 Féminine genannte Spielklasse wird im reinen Ligamodus in einer aus einer einzigen Gruppe bestehenden, zwölf Teams umfassenden, landesweiten höchsten Liga ausgetragen; in diesem Modus absolvierte die D1F ihre 24. Spielzeit.
Die Saison hat am 30. August 2015 begonnen und endete am 21. Mai 2016. Zwischen dem 20. Dezember und dem 17. Januar war eine Winterpause vorgesehen; allerdings mussten die Erstdivisionäre bereits am 10. Januar in den Landespokalwettbewerb eingreifen. Erstmals hat die FFF zwei Wochenenden (15. November beziehungsweise 20. März) für Nachholspiele vorgesehen, um Wochentagsspiele möglichst zu vermeiden. Erfolgreiche Titelverteidigerinnen waren die Frauen von Olympique Lyon, die ihre zehnte Meisterschaft in Serie feiern konnten.
Die D1F hatte auch in dieser Saison einen eigenen, FFF-offiziellen YouTube-Kanal.

## Qualifikation und Austragungsmodus
Für die Teilnahmeberechtigung wird ausschließlich das Abschneiden der Frauschaften in der Vorsaison berücksichtigt; qualifiziert sind die neun bestplatzierten Teams der Vorsaison sowie drei Aufsteiger, die jeweils ihre Gruppe der Division 2 Féminine als Tabellenerste beendet hatten. Somit starten folgende zwölf Teilnehmer in diese Saison:
- aus dem Norden (alle aus dem Großraum Paris): Juvisy FCF, Paris Saint-Germain, Aufsteiger VGA Saint-Maur
- aus dem Westen: EA Guingamp, Aufsteiger ESOF La Roche, ASJ Soyaux
- aus dem Süden: ASPTT Albi, Titelverteidiger Olympique Lyon, HSC Montpellier, Aufsteiger FF Nîmes Métropole Gard, AF Rodez, AS Saint-Étienne

Mit Malika Bousseau aus La Roche ist in dieser Spielzeit neben Sarah M’Barek (Guingamp) wieder eine zweite weibliche Cheftrainerin in der Division 1 tätig.
Die Meisterschaft wird in einer doppelten Punkterunde ausgespielt, in der jeder Teilnehmer in Heim- und Auswärtsspiel gegen jeden anderen antritt. Es gilt die auch im französischen Amateurfußball bis ins 21. Jahrhundert hinein übliche „modifizierte Drei-Punkte-Regel“ mit vier Punkten für einen Sieg, zwei für ein Unentschieden und einem für eine auf dem Spielfeld erlittene Niederlage; bei Punktgleichheit gibt zunächst der direkte Vergleich und bei Erforderlichkeit anschließend die bessere Gesamt-Tordifferenz, falls auch dann noch Gleichheit besteht, gegebenenfalls die höhere Zahl erzielter Treffer den Ausschlag. Am Ende der Saison müssen die drei Tabellenletzten absteigen, die für die kommende Spielzeit durch drei Aufsteiger – die Siegerinnen der drei Gruppen der zweiten Division – ersetzt werden.
Die französischen Meisterinnen sowie die Zweitplatzierten der Division 1 Féminine qualifizieren sich für den Frauen-Europapokalwettbewerb der folgenden Spielzeit.
Wie vor einem Jahr, als der FC Metz die Frauen der AS Algrange aufgenommen und dadurch das Recht, in der Division 1 zu spielen, erworben hatte, kam es auch in dieser Sommerpause zu mehreren Vereinswechseln von Frauenteams oder kompletten -abteilungen zu einem regional benachbarten „Männerklub“. 2015/16 betraf dies allerdings nur Zweitdivisionäre: die AS La Veore-Montoison vereinbarte eine enge Zusammenarbeit mit Olympique Valence, der FF Templemars-Vendeville schloss sich dem OSC Lille und die ES Blanquefort den Girondins Bordeaux an. Insbesondere die Profivereine erfüllen dadurch eine Verbandsauflage und gewinnen dabei zugleich das frauenfußballerische Know-how (Spielerinnen, Trainer, zum Teil Nachwuchsschulen) der aufgenommenen Klubs für sich.

## Vereinswechsel
Es kam in der vorangehenden Sommerpause zu einigen namhaften Vereinswechseln, an denen wiederum hauptsächlich Lyon, Paris und – in bereits deutlich bescheidenerem Ausmaß – Montpellier beteiligt waren.
So verließen Élise Bussaglia und Lara Dickenmann (beide zum VfL Wolfsburg) den Titelverteidiger, der dafür mit Claire Lavogez, Griedge Mbock Bathy und Pauline Bremer (respektive aus Montpellier, Guingamp und Potsdam) drei junge Nationalspielerinnen sowie die Rückkehrerin Aurélie Kaci (aus Paris), dazu mit Wang Fei (zuletzt in Potsdam) eine weitere Torfrau an die Rhône holte, die Lyon aber schon im Dezember wieder verließ. Der Hauptstadtclub trennte sich außerdem von Annike Krahn und Linda Bresonik (beide zurück nach Deutschland) sowie Karima Benameur (zum Ligakonkurrenten Juvisy), die er durch Anja Mittag, Lisa Dahlkvist und die Brasilianerinnen Cristiane und Erika adäquat zu ersetzen hoffte. Fatmire Alushi blieb in Paris, gönnte sich aber eine „Babypause“. Montpellier gab neben Lavogez auch Iryna Swarytsch (zu Swesda 2005 Perm) und Marina Makanza (nach Deutschland) ab, holte dafür Marion Romanelli aus Albi, Marie-Charlotte Léger vom FC Metz, Virginia Torrecilla vom FC Barcelona, Andressa Alves da Silva aus Brasilien und in der Winterpause auch noch Anouk Dekker vom FC Twente.
Bei den anderen Transfers sorgte der Abgang von Juvisys Sandrine Brétigny, einer der erfolgreichsten Torjägerinnen der Ligageschichte, zum Zweitdivisionär Olympique Marseille für Schlagzeilen. Außerdem wechselten unter anderem Neunationalspielerin Charlotte Bilbault von Soyaux zu Juvisy und Nachwuchshoffnung Laurie Saulnier aus Monteux zu Aufsteiger Nîmes, in dessen Reihen drei altgediente Spielerinnen (Élodie Ramos, Ludivine Diguelman und nach Saisonbeginn auch Léa Rubio) ihre Rückkehr in die Division 1 feierten. In Guingamp beendete die Japanerin Ami Ōtaki ihre Karriere.
In der Winterpause lösten Lindsey Horan – in der Hinrunde noch drittbeste Torschützin ihres Vereins –, Kosovare Asllani und die Dauerverletzte Josephine Henning ihre Verträge mit Paris SG einvernehmlich auf; dafür kam mit der erfahrenen Rosana eine dritte Brasilianerin an die Seine. Lyon hingegen verpflichtete mit Line Røddik Hansen eine zusätzliche Defensivakteurin. (Stand: 1. Februar 2016)

## Ergebnisse, Tabelle und Saisonverlauf
|                     | ASP Alb | EA Gui | FCF Juv | ESO LaR | Oly Lyo | HSC Mon | FF Nîm | SG Par | AF Rod | AS StÉ | VGA StM | ASJ Soy |
| ASPTT Albi          |         | 1:0    | 1:2     | 1:1     | 0:4     | 2:1     | 2:1    | 2:3    | 0:0    | 0:3    | 4:2     | 0:0     |
| EA Guingamp         | 3:2     |        | 0:3     | 1:0     | 0:8     | 1:2     | 1:0    | 1:4    | 4:1    | 3:1    | 5:2     | 0:1     |
| Juvisy FCF          | 3:0     | 5:0    |         | 2:0     | 0:1     | 1:2     | 5:0    | 0:5    | 3:0    | 2:1    | 2:0     | 4:1     |
| ESOF La Roche       | 0:3     | 1:0    | 0:4     |         | 0:5     | 0:2     | 3:1    | 1:5    | 0:3    | 2:3    | 4:1     | 2:3     |
| Olympique Lyon      | 6:0     | 12:0   | 2:0     | 6:0     |         | 1:1     | 9:0    | 5:0    | 5:0    | 5:0    | 8:1     | 7:1     |
| HSC Montpellier     | 3:0     | 3:0    | 1:3     | 2:0     | 0:0     |         | 1:0    | 1:2    | 4:0    | 1:0    | 5:0     | 7:0     |
| FF Nîmes MG         | 1:1     | 0:2    | 0:3     | 2:4     | 0:10    | 0:7     |        | 0:5    | 2:4    | 1:2    | 3:2     | 2:2     |
| Paris Saint-Germain | 3:0     | 6:0    | 2:2     | 4:0     | 0:0     | 0:0     | 8:0    |        | 5:0    | 3:0    | 7:0     | 3:0     |
| AF Rodez            | 2:2     | 2:0    | 1:1     | 3:2     | 0:6     | 0:3     | 3:1    | 0:1    |        | 1:0    | 5:2     | 2:3     |
| AS Saint-Étienne    | 2:1     | 1:1    | 2:2     | 3:0     | 0:3     | 1:1     | 2:2    | 0:4    | 3:0    |        | 2:2     | 1:2     |
| VGA Saint-Maur      | 1:3     | 1:3    | 0:1     | 2:1     | 0:7     | 0:5     | 3:1    | 1:3    | 0:4    | 1:2    |         | 1:1     |
| ASJ Soyaux          | 3:0     | 4:1    | 0:1     | 2:3     | 1:5     | 0:6     | 0:0    | 0:2    | 0:2    | 1:2    | 2:0     |         |

| Pl. | Frauschaft          | Sp | G  | U | V  | Tore   | Diff. | Pkte. |
| --- | ------------------- | -- | -- | - | -- | ------ | ----- | ----- |
| 1.  | Olympique Lyon (M)  | 22 | 19 | 3 | 0  | 115:04 |       | 82    |
| 2.  | Paris Saint-Germain | 22 | 18 | 3 | 1  | 075:13 |       | 79    |
| 3.  | HSC Montpellier     | 22 | 15 | 4 | 3  | 058:11 |       | 71    |
| 4.  | Juvisy FCF          | 22 | 15 | 3 | 4  | 049:19 |       | 70    |
| 5.  | AF Rodez            | 22 | 9  | 3 | 10 | 033:47 |       | 52    |
| 6.  | AS Saint-Étienne    | 22 | 8  | 5 | 9  | 031:38 |       | 51    |
| 7.  | ASJ Soyaux          | 22 | 7  | 4 | 11 | 027:51 |       | 47    |
| 8.  | EA Guingamp         | 22 | 8  | 1 | 13 | 026:60 |       | 47    |
| 9.  | ASPTT Albi          | 22 | 6  | 5 | 11 | 025:44 |       | 45    |
| 10. | ESOF La Roche (N)   | 22 | 5  | 1 | 16 | 024:58 |       | 38    |
| 11. | VGA Saint-Maur (N)  | 22 | 2  | 2 | 18 | 022:78 |       | 30    |
| 12. | FF Nîmes MG (N)     | 22 | 1  | 4 | 17 | 017:79 |       | 29    |

(M) = Vorjahresmeister, (N) = Aufsteiger zu dieser Spielzeit
Vor dem ersten Spieltag bewertete France Football den Zweikampf um den Meistertitel zwischen Lyon und Paris in dieser Saison als absolut offen und erwartete selbst vom ersten Aufeinandertreffen der beiden Kontrahenten am 4. Spieltag noch keine Vorentscheidung. Dies fiel mit einem 5:0-Sieg – Lyons höchstem Erfolg gegen die Hauptstädterinnen, seit es dieses Duell gibt (erstmals 2004) – dann allerdings sehr eindeutig zugunsten des Titelverteidigers aus. Nach Abschluss der Hinrunde lag zudem auch noch Montpellier, das wie Lyon ungeschlagen geblieben war, vor PSG. Am Ende setzten sich die Titelverteidigerinnen ein weiteres Mal durch, und auch PSG qualifizierte sich erneut für den europäischen Wettbewerb, gefolgt von Montpellier und Juvisy.
Hinter diesen „Großen Vier“ folgten fünf Teams, die sich am Ende deutlich vom Absteigertrio abgesetzt hatten, allerdings zu den Spitzenklubs einen weitaus größeren Abstand aufwiesen. Darunter war mit Saint-Étienne eine Frauschaft, die sich nach dem zweiten Saisondrittel noch in erheblicher Abstiegsgefahr befunden hatte, dank eines sehr erfolgreichen Schlussspurts aber noch Rang sechs erreichte.
In der Abstiegszone fanden sich zur Saisonmitte die drei Aufsteiger, dazu Saint-Étienne und überraschenderweise auch Guingamp. Der Neuling aus Nîmes, als einziger noch sieglos, hatte dabei am fünften und sechsten Spieltag gleich ohne vier Stammkräfte auskommen müssen, die mit der französischen Auswahl in Südkorea den Vizemeistertitel bei der Militärweltmeisterschaft 2015 gewannen. Nîmes und Saint-Maur standen rechnerisch bereits nach dem 19. Spieltag als Wiederabsteiger fest, während Guingamp sich erst spät von La Roche absetzen konnte, das ebenfalls nach nur einem Jahr in die Zweitklassigkeit zurückkehren muss.
Zur folgenden Saison steigen aus der Division 2 Féminine der FC Metz, Girondins Bordeaux und Olympique Marseille auf, für die beiden Letztgenannten ein Debüt.

## Die Spielerinnen des Meisters
Trainer Gérard Prêcheur hatte folgende Fußballerinnen in seinem Saisonkader (in Klammern die Zahl der Punktspieleinsätze):
- Tor: Sarah Bouhaddi (8), Méline Gérard (12), Wang Fei (2)
- Abwehr: Estelle Cascarino (1), Line Røddik Hansen (4), Saki Kumagai (20), Griedge Mbock Bathy (20), Ève Périsset (2), Corine Petit (11), Julie Piga (1), Wendie Renard (15)
- Mittelfeld: Camille Abily (19), Yasmine Badache (1), Maëlle Garbino (2), Amandine Henry (13), Aurélie Kaci (17), Claire Lavogez (11), Amel Majri (17), Louisa Nécib (19), Lucie Pingeon (1)
- Angriff: Inès Boutaleb (1), Pauline Bremer (10), Delphine Cascarino (12), Ada Hegerberg (21), Eugénie Le Sommer (18), Lotta Schelin (18), Mylaine Tarrieu (12), Élodie Thomis (15)

Lyons 115 Tore erzielten Hegerberg (33), Schelin (14), Abily, Le Sommer (je 10), Nécib (7), Henry, Renard (je 6), Bremer, Kumagai (je 5), Majri (4), D. Cascarino, Mbock Bathy, Petit (je 3), Lavogez und Thomis (je 2). Dazu kamen zwei gegnerische Eigentore.

## Erfolgreichste Torschützinnen
Die meisten Treffer erzielten:
| Pl. | Name                    | Team          | Tore |
| --- | ----------------------- | ------------- | ---- |
| 1.  | Ada Hegerberg           | Lyon          | 33   |
| 2.  | Cristiane               | Paris         | 15   |
| 3.  | Lotta Schelin           | Lyon          | 14   |
| 4.  | Marie-Laure Delie       | Paris         | 12   |
|     | Julie Peruzzetto        | Saint-Étienne | 12   |
| 6.  | Marie-Charlotte Léger   | Montpellier   | 11   |
|     | Desire Oparanozie       | Guingamp      | 11   |
|     | Gaëtane Thiney          | Juvisy        | 11   |
| 9.  | Camille Abily           | Lyon          | 10   |
|     | Laura Bourgouin         | Soyaux        | 10   |
|     | Kadidiatou Diani        | Juvisy        | 10   |
|     | Eugénie Le Sommer       | Lyon          | 10   |
|     | Anja Mittag             | Paris         | 10   |
|     | Marlyse Ngo Ndoumbouk   | Saint-Maur    | 10   |
|     | Laëtitia Tonazzi        | Montpellier   | 10   |
| 16. | Sofia Jakobsson         | Montpellier   | 9    |
| 17. | Andressa Alves da Silva | Montpellier   | 8    |
|     | Kimberley Cazeau        | Albi          | 8    |
|     | Valérie Gauvin          | Montpellier   | 8    |
|     | Sarah Palacin           | Saint-Étienne | 8    |
| 21. | Camille Catala          | Juvisy        | 7    |
|     | Tatiana Coleman         | Juvisy        | 7    |
|     | Marine De Souza         | Rodez         | 7    |
|     | Louisa Nécib            | Lyon          | 7    |